# Gmina Han Pijesak
Gmina Han Pijesak (serb. Општина Хан Пијесак / Opština Han Pijesak) – gmina w Bośni i Hercegowinie, w Republice Serbskiej. W 2013 roku liczyła 3445 mieszkańców.